# Мираида Медетбек кызы
Мираида Медетбек кызы (23 июня 2000; Токтогул) — киргизская самбистка и дзюдоистка, мастер спорта Киргизской Республики, Член сборной команды страны (с 2020 года). призёрка Кыргызстана по дзюдо и самбо, чемпионка и призёрка Азии по самбо, чемпионка кубка мира среди студентов по самбо, чемпионка Кубка мира по спортивным единоборствам, Чемпионка Азии по самбо.

## Биография
Родилась 23 июня 2000 года в Кыргызстане, в городе Токтогул Джалал-Абадской области Токтогульского района.

## Спортивные достижения
- 2021 — 2 место на чемпионате Кыргызстана по самбо в женской весовой категории до 72 кг
- 2022 — Победитель Кубка мира по спортивным единоборствам среди университетских команд[1][2][3]
- 2022 — Победитель по боевому самбо на чемпионате Азии по самбо в женской весовой категории до 65 кг[4]
- 2022 — 3 место по спортивному самбо на чемпионате Азии по самбо в женской весовой категории до 72 кг[5].
- 2022 — 3 место на чемпионате Кыргызстана по дзюдо в женской весовой категории до 70 кг[6].
- 2023 — 3 место на чемпионате Кыргызстана по дзюдо в женской весовой категории до 63 кг[7][8]
- 2023 — 3 место на чемпионате Кыргызстана по самбо в женской весовой категории до 65 кг[9]